# 晴れ時計
『晴れ時計』（はれどけい）は、GARNET CROWの19枚目のシングル。2005年11月23日に発売された。

## 解説
ベストアルバム『Best』リリース後から僅か1ヶ月後のリリースとなった。前作「君の思い描いた夢 集メル HEAVEN」に続き、アニメ『メルヘヴン』のオープニングテーマに起用された。
内部に5周年記念企画のチラシが封入されていた。
初回盤にはアニメオリジナルステッカーが封入されている。

## 批評
CDjournalでは晴れやかで爽やかなポップチューンと評された。

## 収録曲
1. 晴れ時計
  - 作詞：AZUKI七 / 作曲：中村由利 / 編曲：古井弘人

テレビ東京系アニメ『メルヘヴン』オープニングテーマ[1]
後にアルバム『THE TWILIGHT VALLEY』に収録された際、ブックレットに掲載された歌詞に記載漏れがあった。
プロモーションビデオは大阪府の万博記念公園で撮影され、元New Cinema 蜥蜴・三枝夕夏 IN dbの車谷啓介がドラマーとして参加している。
2. たとえば12月の夜に
  - 作詞：AZUKI七 / 作曲：中村由利 / 編曲：古井弘人
3. CANDY POP
  - 作詞：AZUKI七 / 作曲：中村由利 / 編曲：古井弘人
4. 晴れ時計 (Instrumental)

## 収録アルバム
晴れ時計
- THE TWILIGHT VALLEY
- メルヘヴン THEME SONG BEST
- THE BEST History of GARNET CROW at the crest...
- THE ONE 〜ALL SINGLES BEST〜

たとえば12月の夜に
- GOODBYE LONELY 〜Bside collection〜

CANDY POP
- All Lovers

## カバー
| アーティスト | 収録作品                   | 発売日        |
| ------------ | -------------------------- | ------------- |
| 浅川悠       | 『百歌声爛 女性声優編III』 | 2009年3月18日 |